# Christian Schramm (Architekt)

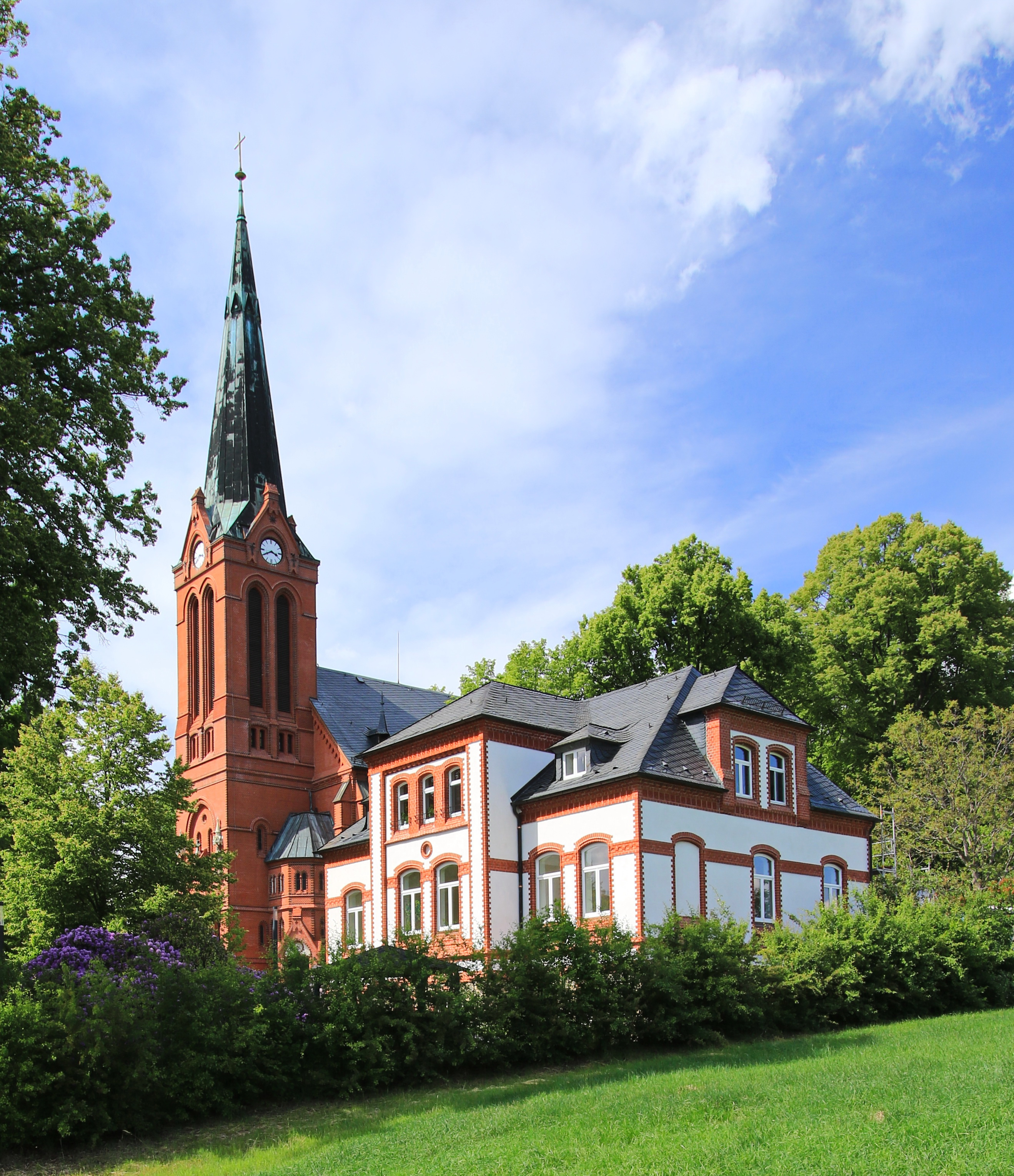
Lutherkirche und Pfarrhaus Hohndorf (1892)

Christian Schramm, auch Christian Gottfried Schramm (* 17. November 1857 in Flensburg; † 13. Oktober 1922 in Dresden) war ein deutscher Architekt und Baumeister der Neogotik, der überwiegend in Sachsen wirkte. Sein Hauptbetätigungsfeld lag auf dem Gebiet der Restaurierung und des Neubaus von Kirchen, die er meist als rote Backsteinbauten konzipiert hat.

## Leben
Christian Gottfried Schramm war der Sohn des Kaufmanns Eggert Ludwig Schramm. Er besuchte zunächst die Baugewerkschule Holzminden und studierte von 1877 bis 1880 an der  Polytechnischen Schule in Hannover (ab 1879 Technische Hochschule). Er war ein Schüler des Architekten Conrad Wilhelm Hase (1818–1902), dem Begründer der  Hannoverschen Architekturschule. Nach dem Studium betätigte er sich zunächst als Architekt beim Eisenbahnbau.
Ab 1881/1882 ließ er sich in Dresden nieder, wo er Mitarbeiter im Architekturbüro von Ludwig Möckel (1838–1915) wurde. Als Ludwig Möckel 1885 nach Doberan übersiedelte, übernahm er dessen Architekturbüro in Dresden. Ab 1891 war er Sachverständiger für Kirchenbauten des Vereins für kirchliche Kunst im Königreich Sachsen und beteiligte sich 1897/98 an der Überarbeitung des Eisenacher Regulativs von 1861 über die Gestaltung protestantischer Kirchenbauten. Im Jahr 1898 wurde er zum Baurat ernannt. Er war Mitglied im Verein für kirchliche Kunst in Sachsen und Mitglied in der Dresdner Kunstgenossenschaft.
In den Jahren von 1882 bis 1894 hat er etwa 20 Kirchen in Sachsen neu errichtet bzw. erneuert. Bei all diesen Kirchenbauten ist der Einfluss der Hannoverschen Architekturschule erkennbar. Ab 1910 war er als Baurat in Dresden tätig und wohnte auf der Nürnberger Straße 12.

## Bauten (Auswahl)

### Neubau von Kirchen
- 1885–1888: Nikolaikirche in Chemnitz, Stollberger Straße, 1945 zerstört
- 1886–1887: Kirche Beiersdorf in Beiersdorf bei Grimma, Grimmaer Straße
- 1886–1887: Kirche in Dröda, Feiletalstraße:
- 1886–1888:  Markuskirche in Dresden-Pieschen, Markusplatz
- 1888–1891:  Maria-Martha-Kirche (Garnisonkirche) in Bautzen, August-Bebel-Platz
- 1889–1891:  Michaeliskirche in Chemnitz-Altchemnitz, Annaberger Straße 251
- 1889–1891: Kirche St. Pauli in Dresden, Königsbrücker Platz; im Zweiten Weltkrieg stark beschädigt, seit 1997 Kultur- und Begegnungsstätte Theaterruine St. Pauli[4]
- 1889–1892: Trinitatiskirche in Bad Elster, Kirchstraße
- 1889–1892: Lutherkirche und Pfarrhaus in Hohndorf im Erzgebirge, Hauptstraße 13
- 1890–1892: Dreikönigschule (Realgymnasium) in Dresden-Neustadt, Wigardstraße; in Zusammenarbeit mit dem Architekten und Stadtrat Bruno Adam (1846–1918), 1945 zerstört
- 1890–1892: Römisch-katholische Pfarrkirche „Kreuzerhöhung“ in Sebnitz, Finkenbergstraße, zusammen mit Gustav Adolf Reinhardt aus Sebnitz
- 1891–1892:  Thomaskirche in Dresden-Gruna, Bodenbacher Straße 24; teilweise erhalten
- 1891–1893: Kirche  St. Nicolai in Aue, Schwarzenberger Straße
- 1891–1893: Lutherkirche in Limbach-Oberfrohna, Karlstraße/Ecke Bergstraße
- 1892: Kirche in Marieney im Vogtland, Hauptstraße
- 1892–1893: Kirche in Dorfchemnitz (Zwönitz), Zwönitzer Straße
- 1893–1894: Kirche in Hartmannsdorf, Kirchweg 3
- 1894–1895: Katholisches Krankenhaus (St. Joseph-Stift) in Dresden, Wintergartenstraße 17; in Zusammenarbeit mit Baumeister J. Louis Geyer (Dresden), 1945 zerstört
- 1896–1899: Trinitatiskirche Hainichen; Ausführung nach Entwurf des Architekten Ludwig Möckel
- 1898–1899: Kirche Hammerunterwiesenthal; Ausführung nach Entwurf des Architekten Woldemar Kandler (1866–1929)
- 1898–1900:  Emmauskirche in Leipzig Sellershausen-Stünz; Ausführung nach Entwurf des Architekten  Paul Lange (1853–1932)
- 1899–1901:  Pauluskirche in Zwickau-Marienthal; Ausführung nach Entwurf des Architekten Julius Zeißig (1855–1930)

### Restaurierung von Kirchen
- 1878–1883: Kirche St. Matthäus in Leisnig; restauriert nach Planungen von Ludwig Möckel[5]
- 1881–1889: Kirche  St. Christophori in Hohenstein-Ernstthal; restauriert nach Planungen von Ludwig Möckel[5][6]
- 1882–1887: Kirche  Unserer lieben Frauen in Chemnitz-Ebersdorf; restauriert nach Planungen von Ludwig Möckel[5]
- 1884–1885: Kirche  St. Nikolai in Löbau; Restaurierung und Umbau nach Planungen von Ludwig Möckel[5]
- 1884–1886: Dorfkirche Fürstenau[5]
- 1884–1890: Kirche Unser Lieben Frauen in Grimma, Frauenkirchhof; Restaurierung, Ausmalung: Heinrich Mittag (1859–1920)
- 1886: Michaeliskirche in Zeithain, Hauptstraße/Ecke Teichstraße; Restaurierung und Umbau
- 1889–1890:  Marienkirche in Leuben bei Lommatzsch; Umbau
- 1892: Kirche  St. Peter und Paul in Göda; Umgestaltung des Turms in neugotischen Formen mit Doppelhelm
- 1892:  Kirche in Seifersdorf; Restaurierung

## Galerie von ausgeführten Bauten

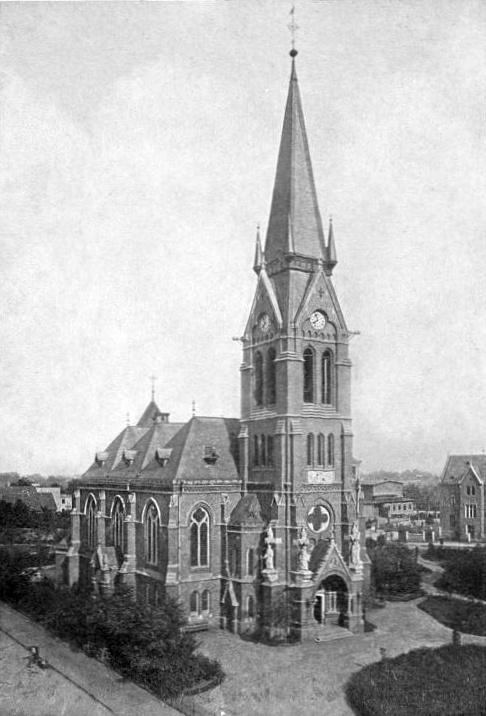
Markuskirche in Dresden-Pieschen (1888)
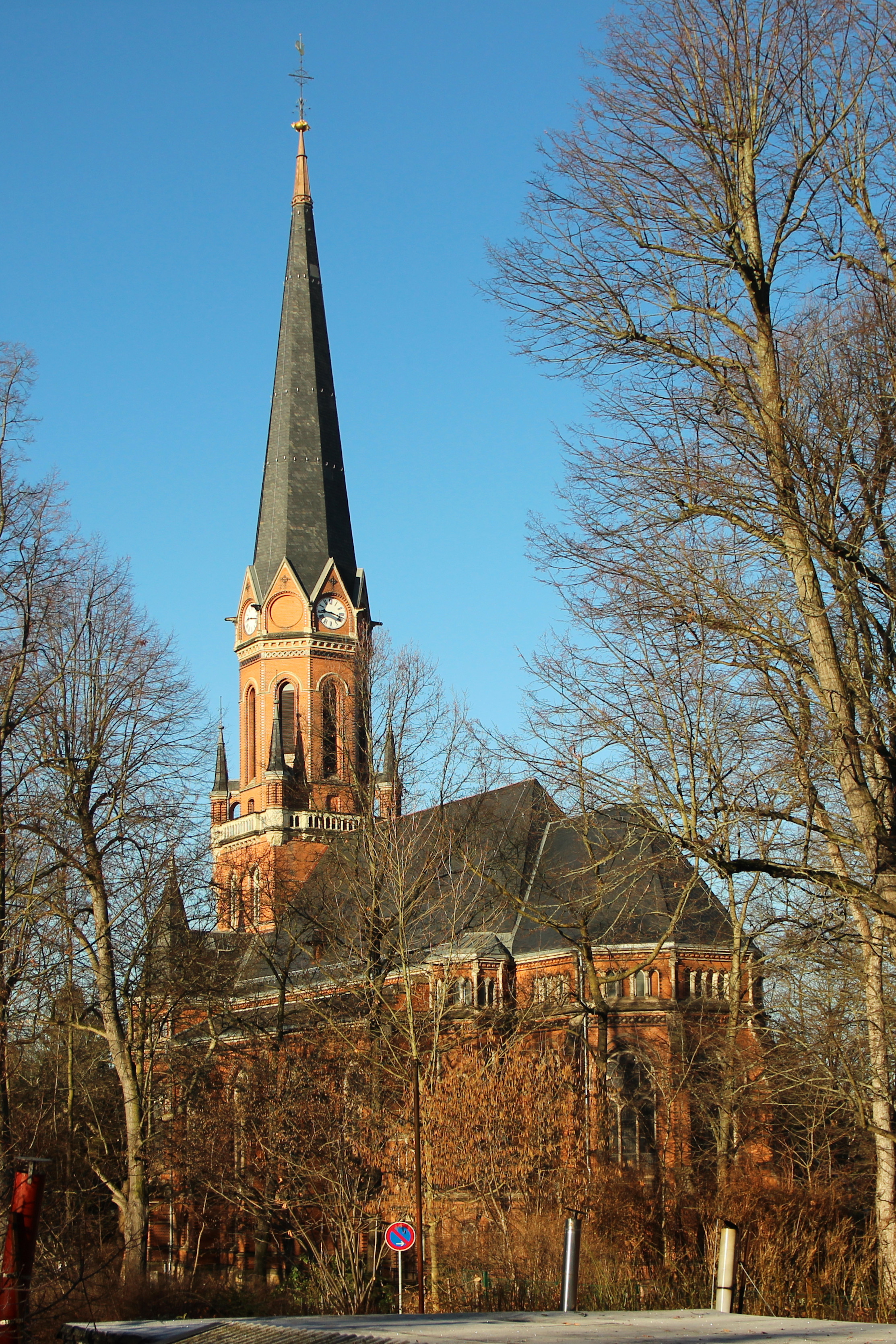
Michaeliskirche in Chemnitz (1891)
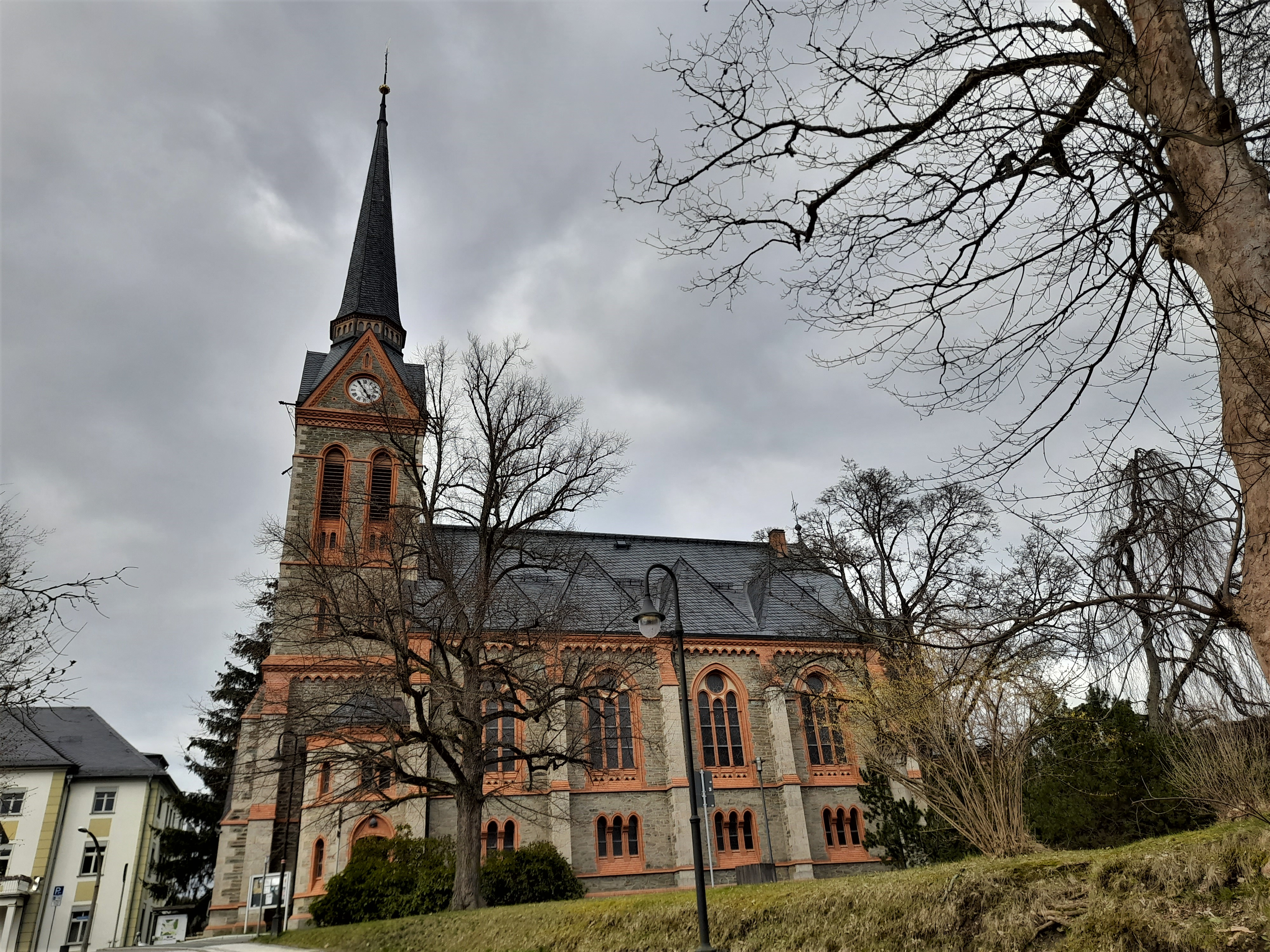
Trinitatiskirche Bad Elster (1892)
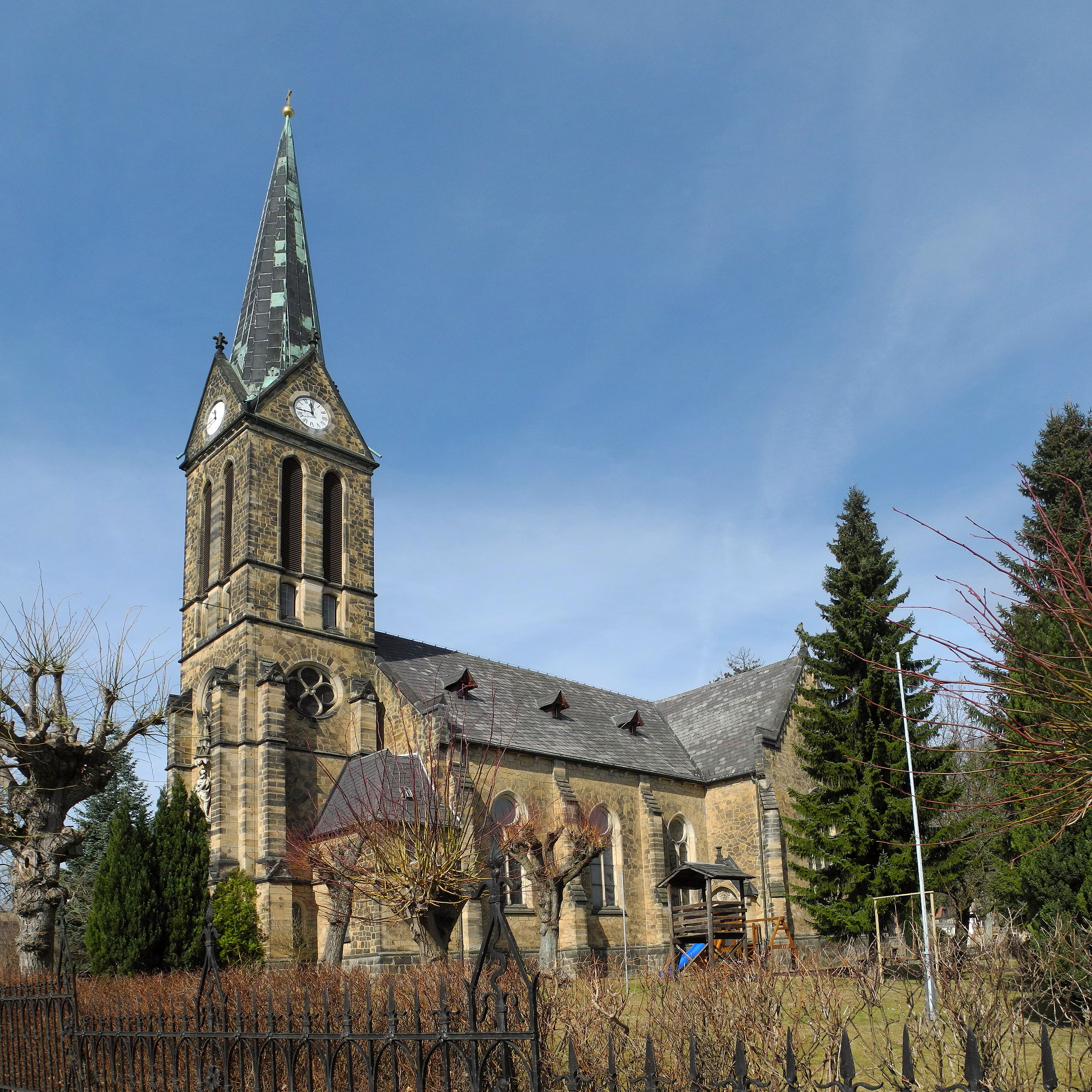
Pfarrkirche Zur Kreuzerhöhung in Sebnitz (1892)
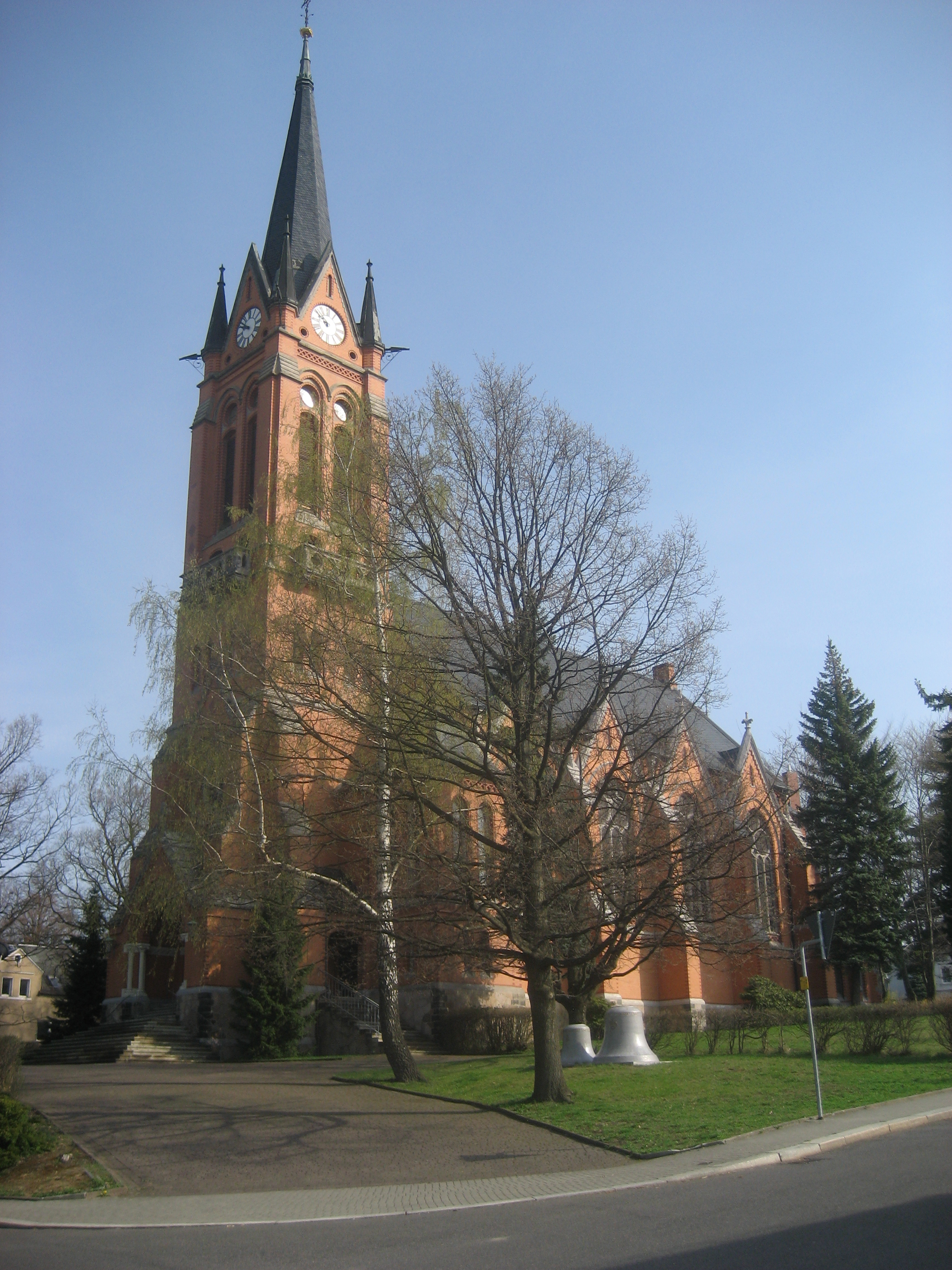
Lutherkirche Limbach-Oberfrohna (1893)
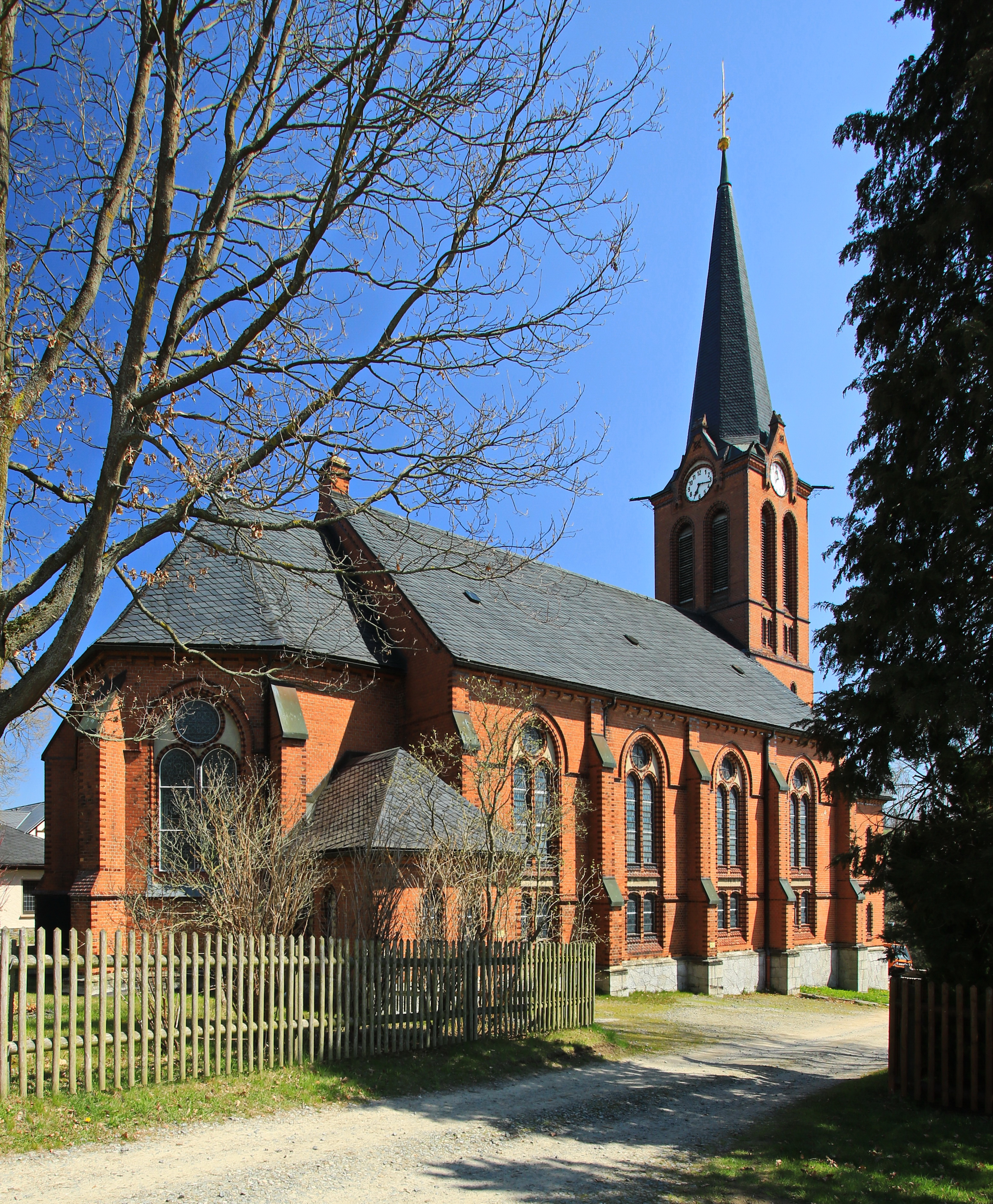
Kirche Dorfchemnitz (1893)

## Schriften
- Christian Schramm, Wilhelm Hölscher: Eisenacher Ratschläge – eine überarbeitete Fassung des Eisenacher Regulativs, Leipzig, 1898